# Wasowsche Maschinenbau-Fabrik
Die Wasowsche Maschinenbau-Fabrik (bulgarisch Вазовски машиностроителни заводи, BMS) ist das größte Rüstungsunternehmen Bulgariens mit Sitz in Sopot.
Das Unternehmen wurde 1936 gegründet und 1940 eröffnet. Heute wird es von Iwan Gezow geleitet.
Die Wasowsche Maschinenbau-Fabrik (benannt nach Iwan Wasow) produziert Artilleriemunition, Ladungen für das RPG-7V, Munition für das SPG-9 und das Geschütz des BMP-1 (2A28), ungelenkte Luft-Boden-Raketen sowie Panzerabwehrlenkwaffen.
Nach Angabe von Frank Stier erzielt das Unternehmen 40 % seiner Einkünfte aus Aufträgen der US-Regierung.